# Выстрел (деревня)
Выстрел — деревня в Сладковском районе Тюменской области России. Входит в состав Маслянского сельского поселения.

## История
Основана в 1922 году. По данным на 1926 год посёлок Комаровка 1-я состоял из 16 хозяйств. В административном отношении входил в состав Новомаслянского сельсовета Сладковского района Ишимского округа Уральской области. В 1929 году при создании совхоза «Приволье» территория вошла в его состав. В 1932 году был выделен совхоз имени Свердлова и ферма «Выстрел», стала его центральной усадьбой.

## Население
| 2010 |
| ---- |
| 64   |

По данным переписи 1926 года в посёлке проживало 93 человека (44 мужчины и 49 женщин), в том числе: русские составляли 100 % населения.
Согласно результатам переписи 2002 года, в национальной структуре населения русские составляли 69 % из 126 чел.